# زمین‌لرزه ۱۹۴۲ اکوادور
زمین‌لرزه اکوادور  در تاریخ ۱۴ مه ۱۹۴۲ میلادی، برابر با ‎۲۴ اردیبهشت ۱۳۲۱، ساعت ۲:۱۳:۲۸ به زمان یوتی‌سی در اکوادور رخ داد. ژرفای این زلزله ۳۵ کیلومتر بود. بزرگی آن ۷٫۸ در مقیاس Mw اعلام شده‌است. زمین‌لرزه به وقت محلی در روز چهارشنبه، ساعت ۲۱ روی داده و منطقه زمانی آن یوتی‌سی -۵ بوده‌است .
سازمان زمین‌شناسی آمریکا نیز جای این زمین‌لرزه را در مختصات ۰°۱۸′جنوبی ۸۰°۰۰′غربی / ۰٫۳°جنوبی ۸۰°غربی و بزرگی آنرا برابر با ۸٫۳ در مقیاس ریشتر اعلام کرده‌است. ژرفای گزارش شده از سوی این سازمان ۳۰ کیلومتر می‌باشد.
شمار کشتگان زلزله حدود ۲۰۰ نفر بوده‌است.